# 390년대
390년대는 390년부터 399년까지를 가리킨다.